# Cita romántica

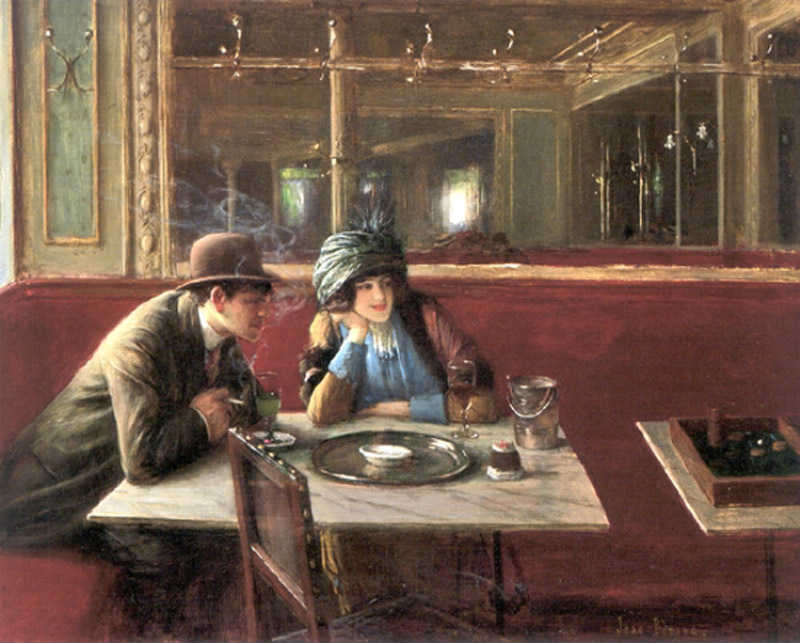
Una pareja del en un café. Óleo de Jean Béraud (1849-1935).

Una cita romántica es una actividad social generalmente entre dos personas con el objetivo de evaluar la idoneidad de una posible relación íntima o de pareja. La palabra «cita» hace referencia a que la fecha y el lugar del encuentro han sido acordados previamente. Las actividades más frecuentes durante este tipo de encuentros suelen consistir en comer, tomar algo juntos o salir a pasear por algún lugar pintoresco, entre otras posibles opciones. 
En algunas tradiciones culturales, la fecha de la cita puede ser organizada por una tercera persona, que puede ser un familiar, conocido o casamentero profesional. Incluso, en ciertas culturas en las que la castidad se considera un deber moral, es costumbre que asista una tercera persona, denominada carabina (alcahueta o chaperona, en ocasiones), con el fin de evitar que haya una excesiva intimidad entre la pareja.
Las diferentes expectativas que generan las citas, según el punto de vista de hombres o mujeres, son muy marcadas, reflejándose en los artículos de asesoramiento o consejo diseminados por los medios de comunicación. La duración promedio de una relación de cortejo antes de proceder a comprometerse o casarse varía considerablemente entre los distintos países y culturas del mundo. [cita requerida]
Recientemente, las citas por Internet se han vuelto populares, y se está dando forma a la forma en que salen las nuevas generaciones. Facebook, Skype, WhatsApp y otras aplicaciones han hecho posibles las conexiones remotas. Especialmente para la comunidad LGBT, donde el grupo de citas puede ser más complejo de navegar debido a la discriminación y al hecho de tener un estatus de «minoría» en la sociedad.

## Sistema de citas
Se trata de un sistema de reuniones especializado que mejora la mediación a través de normas o principalmente tecnología. El objeto de la reunión, ya sea ésta en vivo, por teléfono o mediante un chat, es acudir finalmente a una cita real con alguien, generalmente con implicaciones románticas. Estos sistemas se han popularizado. La historia de los sistemas de citas está estrechamente ligada a la historia de las tecnologías en que se sustentan. Dado que los métodos, generalmente, no se consideran como algo separado del propio proceso de formación de las parejas, en muchas culturas a menudo se emplean juegos, reglas o rituales.
Entre los sistemas notables y recientes de citas en vivo, cabe mencionar la búsqueda de pareja («matchmaking») y las citas exprés («speed dating»), que dependen, en cierta medida, de las facilidades de comunicación en una sociedad moderna y reflejan el ritmo de vida acelerado. Estos sistemas de citas en vivo, no suelen imponer una fuerte estructura en la interacción real entre los individuos que acuden a las citas. En este artículo nos referimos al «sistema», en donde las interacciones son a menudo fuertemente estructuradas. Los detalles son los siguientes:

### 1960-70: Formularios
Los «Equipos de citas» del siglo XX, especialmente populares en los años 1960 y 1970, antes del surgimiento del teléfono y los sistemas informáticos, ofrecían formularios a los clientes, que estos completaban con márgenes de tolerancia y preferencias, y posteriormente eran “combinados por ordenador” para determinar la compatibilidad de los dos clientes. La primera computadora a gran escala del sistema de citas, The Scientific Marriage Foundation, fue establecida en 1957 por el Dr. George W. Crane. En este sistema, los formularios que los solicitantes completan eran procesados por una máquina clasificadora de tarjetas IBM.

### 1980-90
Los sistemas de los años 1980 y 1990, usaban en especial los «Vídeos de citas», en que los clientes se presentan en un vídeo (por lo general cinta VHS), que era visto después por otros clientes, habitualmente en privado, en las mismas instalaciones.
También, existen las «citas por teléfono», en las que los clientes llaman a un correo de voz, a un teléfono servidor de chat o a un número de teléfono local, y se conectan con otros clientes. Por lo general se cobra por minuto, como si se tratara de una llamada local y no de larga distancia (a menudo mucho más costosa).
Un problema fundamental de estos sistemas es que son difíciles de diferenciar de un servicio telefónico o porno, de «sexo telefónico», donde las operadoras obtienen una remuneración a cambio de excitar sexualmente a los clientes masculinos.

## Después de 1990: Sistemas para organizar las citas

### Cita rápida
Los sistemas de Cita rápida, llamados también Speed dating o Multi Cita: Es un grupo de personas que se reúne durante varias horas en público; a cada persona que acude se le asigna una cantidad fija de tiempo para sentarse y hablar con otra persona en privado, antes de pasar a la persona siguiente.

### Cita por teléfono móvil
Citas mediante teléfono móvil o celular: Se trata de mensajes de texto recibidos desde y emitidos hacia un teléfono móvil, que se utilizan para mostrar interés por otra persona que también utiliza el sistema. Se puede basar en la web o en citas en línea, dependiendo de la compañía.

### Citas virtuales
Es una combinación de citas por medio de videojuegos, en que los usuarios crean avatares y pasan cierto tiempo en los mundos virtuales, intentando alcanzar con otros avatares el objetivo de reunirse, para establecer posibles citas (es similar a las citas en línea, aunque esta práctica no suele ser aceptada por otros jugadores).

### Citas en línea
Tiene un funcionamiento sencillo, solamente tienes que entrar en una de estas webs y registrarte. Estas webs ya se encargan de buscar a las personas más afines. Las últimas tendencias van hacia el mundo móvil, donde han salido varias apps que geolocalizan la posición e informan de la gente más cercana para poder ponerse en contacto con ellas.

### Cita a ciegas
Se trata de citas en que las personas involucradas no se conocen previamente el uno al otro. Estas citas pueden ser organizadas por amigos en común, por la familia o por un sistema de citas.

### Encuentros para solteros
Se trata de grupos de solteros que se reúnen para participar en diversos eventos, a los efectos de conocer a gente nueva. Los eventos pueden incluir actividades tales como fiestas, talleres y juegos. Muchos eventos tienen como objeto la afiliación del interesado a organizaciones, fomentando los intereses generales, o los intereses religiosos.

### Aplicaciones móviles
Como consecuencia del auge de los teléfonos inteligentes, surgieron aplicaciones móviles para la búsqueda de pareja, a través de las cuales se puede conocer a otras personas por chat y concertar citas. Generalmente, el usuario debe crear un perfil incluyendo fotos, una descripción y contestar a una serie de preguntas. También, hacen uso de la ubicación del usuario mediante sistemas de geolocalización. A continuación, el algoritmo de la red social, en ocasiones basado en sistemas de inteligencia artificial, muestra perfiles de otros usuarios con base en los gustos que haya configurado en la app y a otra serie de parámetros que establece la aplicación, pero que no son transparentes para el usuario. Cuando dos usuarios de la aplicación muestran interés mutuo, la aplicación notifica a ambos y les anima a establecer conversación vía chat.
El uso de aplicaciones móviles para ligar se ha popularizado, siendo uno de los métodos más empleados en jóvenes. Sin embargo, su uso conlleva cierta controversia. Han ocurrido varios escándalos según los cuales las aplicaciones móviles han manipulado sus algoritmos para disminuir la efectividad de su sistema de matchmaking, fomentando el empleo de las versiones de pago y dificultando a los usuarios encontrar pareja, lo que a menudo supone que abandonen la aplicación. Además, hay debate sobre los efectos perjudiciales psicológicos y sociales sobre los usuarios.